# آلوی کاکائو
آلوی کاکائو یا آلوی بهشتی(نام علمی: Chrysobalanus icaco) نام یک گونه از راسته گل‌سرخ‌سانان است.